# David Ebershoff

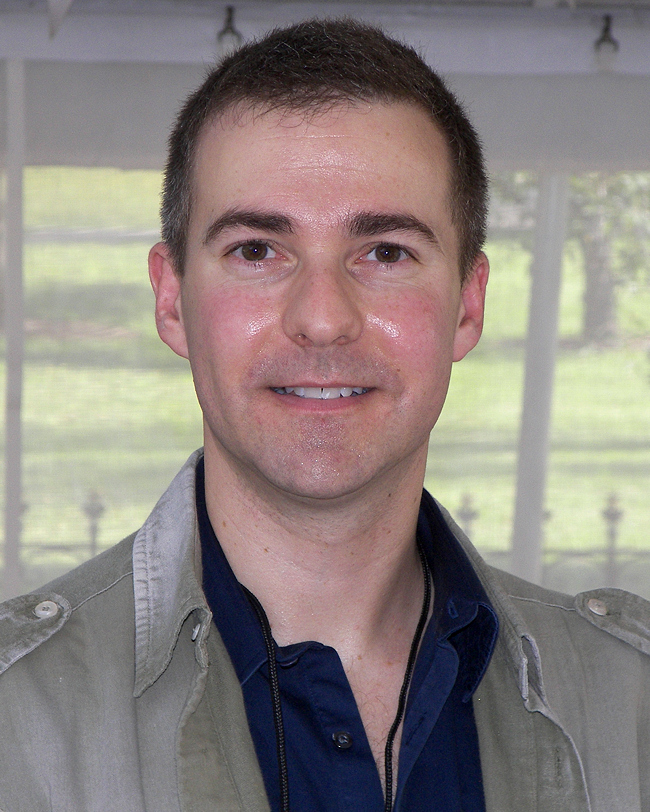
David Ebershoff, en una imagen de 2008

David Ebershoff (Pasadena, California, 1969) es un escritor, editor y profesor estadounidense. Es autor de la novela The Danish Girl (2000), que fue llevada al cine con gran éxito en 2015.

## Biografía
David Ebershoff nació en Pasadena, California, en 1969. Hijo de David Ebershoff, abogado y jurista, obtuvo un grado MA por la Universidad de Los Ángeles (UCLA).  Ebershoff ha enseñado escritura en NYU y Princeton, y actualmente es profesor de Literatura en el programa MFA de la Universidad de Columbia (Nueva York), ciudad en la que vive.

## Escritor
Ebershoff publicó su primera novela, La chica danesa, en 2000. Inspirada en la vida de Lili Elbe, una de las primeras personas en realizar cirugía de cambio de sexo, la novela ganó el premio de la Fundación Rosenthal de la Academia Estadounidense de las Artes y las Letras y el premio Lambda para ficción transgénero. 
Ebershoff es autor de una colección de cuentos, La Ciudad de Rosa, que ganó el premio Ferro-Grumley de ficción LGBT y fue finalista del premio Lambda. También fue nominado como uno de los libros mejores del año por el diario Los Angeles Times. 
Su segunda novela, Pasadena, inspirada en la historia de su ciudad natal, fue su primer best seller, según el diario The New York Times.  Su tercera novela, La 19.ª mujer, vendió casi un millón de ejemplares por todo el mundo. La novela gira en torno a una joven, Ann Eliza Young, acusada de poligamia en los Estados Unidos del siglo XIX. En 2010, el libro fue llevado al cine con Matt Czuchry como protagonista, junto a Patricia Wettig y Chyler Leigh. La novela fue nominada al premio Ferro-Grumley de ese año.

## Editor
Ebershoff trabajó para la editorial Random House durante veinte años. Empezó con contratos en prácticas durante los veranos, para ir ascendiendo hasta editor ejecutivo. De su mano han salido autores como David Mitchell, Gary Shteyngart, Adam Johnson, Billy Collins o Teju Cole. Ha editado a David Kertzer, Fredrik Logevall, Charles Bock, Gary Shteyngart, Jennifer duBois, Shirin Ebadi, Diane Keaton, Sonia Nazario, Amy Ellis Nutt, Sebastian Smee y Robert Massey. Ebershoff editó también a Jane Jacobs o Norman Mailer en los últimos años de su vida. También ha editado las publicaciones póstumas de W. G. Sebald o los clásicos de la Biblioteca Moderna.  Ebershoff se apartó de Random House en noviembre de 2015 para centrarse en la creación.